# US Open 2006

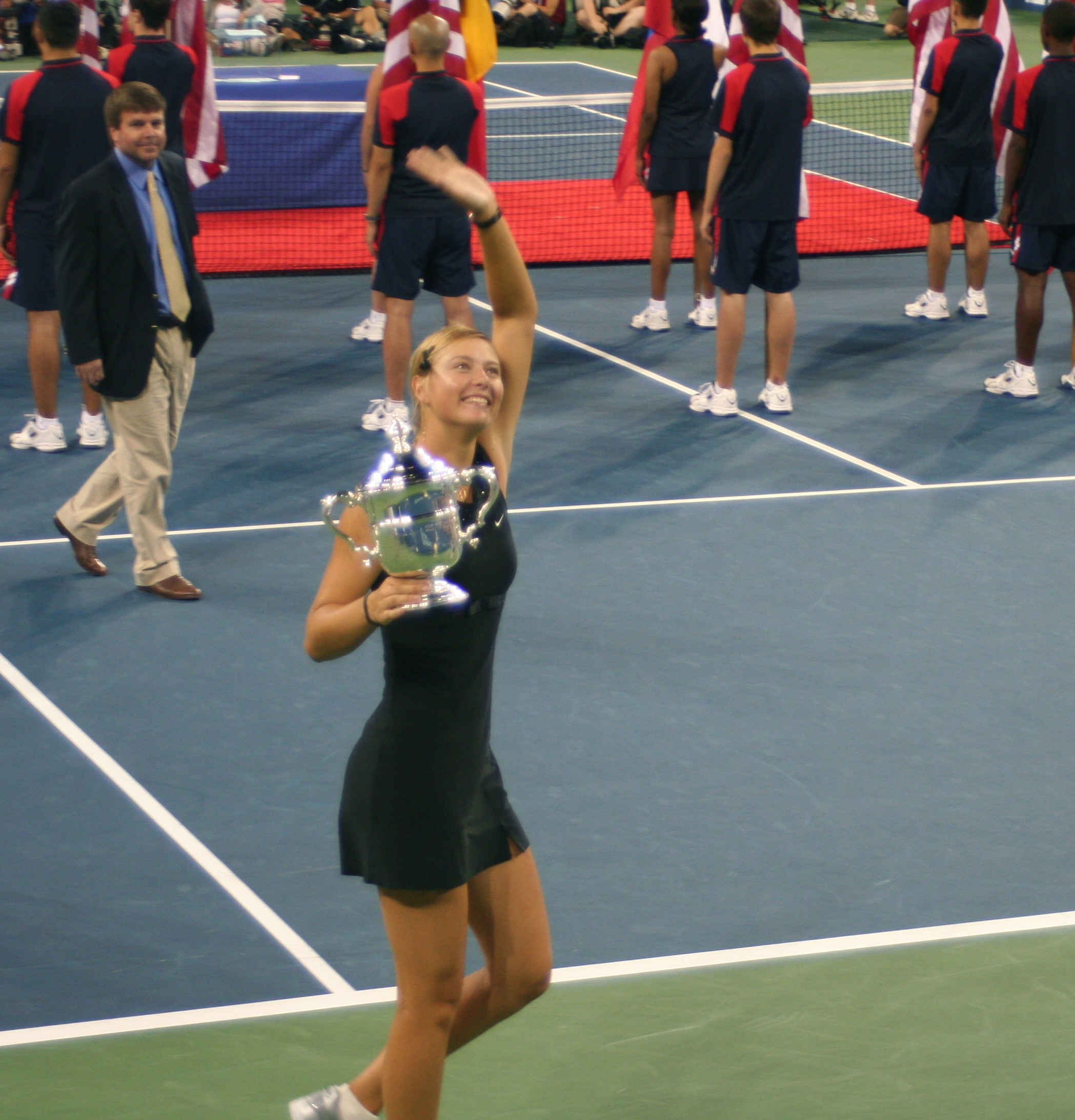
Maria Sharapova col trofeo femminile vinto nel 2006

Lo US Open 2006 è stata la 126ª edizione dello US Open e quarta prova stagionale dello Slam. Si è disputato dal 28 agosto al 10 settembre 2006 al USTA Billie Jean King National Tennis Center in Flushing Meadows di New York negli Stati Uniti.
Il singolare maschile è stato vinto dallo svizzero Roger Federer, che si è imposto sullo statunitense Andy Roddick in quattro set col punteggio di 6–2, 4–6, 7–5, 6–1. Il singolare femminile è stato vinto dalla russa Marija Šarapova, che ha battuto la belga Justine Henin. 
Nel doppio maschile si sono imposti Martin Damm e Leander Paes. Nel doppio femminile hanno trionfato Nathalie Dechy e Vera Zvonarëva. 
Nel doppio misto la vittoria è andata alla statunitense Martina Navrátilová, in coppia con Bob Bryan.

## Partecipanti uomini

### Teste di serie
| Nazionalità | Giocatore           | Ranking | Testa di serie |
| ----------- | ------------------- | ------- | -------------- |
| Svizzera    | Roger Federer       | 1       | 1              |
| Spagna      | Rafael Nadal        | 2       | 2              |
| Croazia     | Ivan Ljubičić       | 3       | 3              |
| Argentina   | David Nalbandian    | 4       | 4              |
| Stati Uniti | James Blake         | 5       | 5              |
| Spagna      | Tommy Robredo       | 6       | 6              |
| Russia      | Nikolaj Davydenko   | 7       | 7              |
| Cipro       | Marcos Baghdatis    | 8       | 8              |
| Stati Uniti | Andy Roddick        | 10      | 9              |
| Cile        | Fernando González   | 11      | 10             |
| Spagna      | David Ferrer        | 13      | 11             |
| Rep. Ceca   | Tomáš Berdych       | 14      | 12             |
| Finlandia   | Jarkko Nieminen     | 15      | 13             |
| Germania    | Tommy Haas          | 16      | 14             |
| Australia   | Lleyton Hewitt      | 17      | 15             |
| Spagna      | Juan Carlos Ferrero | 18      | 16             |
| Regno Unito | Andy Murray         | 19      | 17             |
| Stati Uniti | Robby Ginepri       | 21      | 18             |
| Slovacchia  | Dominik Hrbatý      | 22      | 19             |
| Serbia      | Novak Đoković       | 23      | 20             |
| Argentina   | Gastón Gaudio       | 24      | 21             |
| Spagna      | Fernando Verdasco   | 25      | 22             |
| Russia      | Dmitrij Tursunov    | 26      | 23             |
| Argentina   | José Acasuso        | 27      | 24             |
| Francia     | Richard Gasquet     | 28      | 25             |
| Belgio      | Olivier Rochus      | 30      | 26             |
| Francia     | Gaël Monfils        | 31      | 27             |
| Argentina   | Agustín Calleri     | 32      | 28             |
| Svezia      | Jonas Björkman      | 33      | 29             |
| Francia     | Sébastien Grosjean  | 34      | 30             |
| Argentina   | Juan Ignacio Chela  | 35      | 31             |
| Belgio      | Kristof Vliegen     | 36      | 32             |

### Altri partecipanti
I seguenti giocatori hanno ricevuto una wildcard per il tabellone principale:
- Sam Querrey
- Ryan Sweeting
- Scoville Jenkins
- Wayne Odesnik
- Alex Kuznetsov
- Donald Young
- Phillip Simmonds
- Mark Philippoussis

I seguenti giocatori sono passati dalle qualificazioni:

- Benjamin Becker
- Łukasz Kubot
- Marco Chiudinelli
- Alejandro Falla
- Noam Okun
- Thiago Alves
- Kristian Pless
- George Bastl
- Stefan Koubek
- Juan Martín del Potro
- Joshua Goodall
- Jesse Witten
- Jiří Vaněk
- Robert Kendrick
- Jeff Morrison
- Michael Russell
- Sam Querrey (lucky loser)
- Ryan Sweeting (lucky loser)

## Risultati

### Singolare maschile
Roger Federer  ha battuto in finale  Andy Roddick con il punteggio di 6–2, 4–6, 7–5, 6–1.

### Singolare femminile
Marija Šarapova ha battuto in finale  Justine Henin con il punteggio di 6–4, 6–4.

### Doppio maschile
Martin Damm /  Leander Paes  hanno battuto in finale  Jonas Björkman /  Maks Mirny con il punteggio di 6(5)–7, 6–4, 6–3.

### Doppio femminile
Nathalie Dechy /  Vera Zvonarëva hanno battuto in finale  Dinara Safina /  Katarina Srebotnik con il punteggio di 7–6(5), 7–5.

### Doppio misto
Martina Navrátilová /  Bob Bryan hanno battuto in finale  Květa Peschke /  Martin Damm con il punteggio di 6–2, 6–3.

## Junior

### Singolare ragazzi
Dušan Lojda ha battuto in finale  Peter Polansky con il punteggio di 7–6(4), 6–3.

### Singolare ragazze
Anastasija Pavljučenkova ha battuto in finale  Tamira Paszek con il punteggio di 3–6, 6–4, 7–5.

### Doppio ragazzi
Jamie Hunt /  Nathaniel Schnugg hanno battuto in finale  Jarmere Jenkins /  Austin Krajicek con il punteggio di 6–3, 6–3.

### Doppio ragazze
Mihaela Buzărnescu /  Ioana Raluca Olaru hanno battuto in finale  Sharon Fichman /  Anastasija Pavljučenkova con il punteggio di 7–5, 6–2.

## Carrozzina

### Singolare maschile in carrozzina
Robin Ammerlaan ha battuto in finale  Michael Jeremiasz con il punteggio di 6(1)–7, 6–3, 7–5.

### Singolare femminile in carrozzina
Esther Vergeer ha battuto in finale  Sharon Walraven con il punteggio di 6–1, 6–2.

### Doppio maschile in carrozzina
Robin Ammerlaan /  Michael Jeremiasz hanno battuto in finale  Shingo Kunieda /  Tadeusz Kruszelnicki con il punteggio di 7–6(2), 6–1.

### Doppio femminile in carrozzina
Jiske Griffioen /  Esther Vergeer hanno battuto in finale  Korie Homan /  Maaike Smit con il punteggio di 6–4, 6–4.